# Petralinci
Petralinci (makedonska: Петралинци) är en ort i Nordmakedonien. Den ligger i kommunen Bosilovo, i den östra delen av landet, 120 kilometer sydost om huvudstaden Skopje. Petralinci ligger 220 meter över havet och antalet invånare är 605.